# CSR (grupo)
CSR (em coreano:  첫사랑; RR: Cheotsarang; lit. First Love) é um grupo feminino sul-coreano formado e gerenciado pela A2Z Entertainment. O septeto composto pelos membros Sua, Geumhee, Sihyeon, Seoyeon, Yuna, Duna e Yeham) (era na época de debut composto inteiramente por jovens de 17 anos, pela primeira vez na indústria). Elas fizeram seu debut oficial em 27 de julho de 2022, com o lançamento de seu primeiro extended play (EP) Sequence: 7272.

## Nome
CSR é uma abreviatura de Cheotsarang (lit. Primeiro Amor). A empresa afirma no nome que, "aproveitando que todos os integrantes têm dezessete anos, o grupo pretende mostrar diversas interpretações do primeiro amor e contar a história dos integrantes crescendo ano a ano".

## História

### 2022: Introdução, Debut com Sequence: 7272 e Sequence: 17&
Em 11 de julho de 2022, A2Z Entertainment (anteriormente Pop Music) anunciou que estrearia seu primeiro grupo feminino. Os membros foram revelados por meio de trailers em 11 e 12 de julho. Em 12 de julho de 2022, a empresa de gestão do grupo anunciou que o septeto lançaria seu EP de debut Sequence: 7272 em 28 de julho. O videoclipe de seu single de debut "Pop? Pop!" foi lançado um dia antes do lançamento, e o showcase para a imprensa também foi realizado no Mastercard Hall em Yongsan-gu, Seul, na tarde do dia 27 e o álbum foi lançado oficialmente em 28 de julho. O grupo fez sua estreia no M! Countdown da Mnet em 28 de julho para apresentar "Pop? Pop!".
Em 17 de novembro, o grupo lançou seu primeiro single intitulado Sequence: 17& e seu primeiro single "♡Ticon" (pronuncia-se "love-ticon"). Com este lançamento, CSR conquistou sua primeira vitória em um programa musical no Music Bank da KBS em 2 de dezembro de 2022.

### 2023: Delight, troca de líder e HBD To You (Midnight Ver.)
CSR lançou seu segundo EP intitulado Delight e seu primeiro single "Shining Bright" em 29 de março. Em 27 de julho, a líder do CSR foi trocado de Sua para Duna, já que o grupo tem líderes rotativos, para cada aniversário.
O grupo lançou um single digital especial "HBD To You (Midnight Ver.)" no dia 26 de novembro, em comemoração ao primeiro aniversário do fandom do grupo chamado Maeum. No dia 22 de dezembro, o grupo fará atividades como um trio (Sihyeon, Yuna, Sua) por enquanto, já que os outros membros estão tendo problemas com agendas no exterior.

### 2024: Chuang Asia: Thailand
Em 15 de janeiro, foi anunciado que os membros Geumhee, Seoyeon, Duna e Yeham participariam do programa de sobrevivência Produce Camp Asia: Thailand (ou Chuang Asia). Em 2 de março, Seoyeon, Yeham e Geumhee foram eliminadas na primeira rodada eliminatória do episódio 5, terminando em 53º, 57º e 59º lugares, respectivamente. No dia 6 de abril, Duna foi eliminada no episódio final, terminando em 14º lugar geral com 25.093.428 pontos, não podendo estrear com Gen1es. Em 16 de abril, CSR lançou um remix do Jersey Club de sua música "HBD To You".

## Membros
- Geumhee (금희)[19]
- Sihyeon (시현)[20]
- Seoyeon (서연)[21]
- Yuna (유나)[22]
- Duna (두나) - líder[23]
- Sua (수아)[24]
- Yeham (예함)[25]

## Discografia

### Extended plays
| Título         | Detalhes                                                                                                  | Posições nos charts | Vendas        |
| Título         | Detalhes                                                                                                  | KOR                 | Vendas        |
| -------------- | --- | ------------------- | ------------- |
| Sequence: 7272 | - Lançado: 28 de julho de 2022 - Gravadora: Pop Music - Formatos: CD, digital download, streaming         | 16                  | - KOR: 17,414 |
| Delight        | - Lançado: 29 de março de 2023 - Gravadora: A2Z Entertainment - Formatos: CD, digital download, streaming | 15                  | - KOR: 26,034 |

### Álbuns individuais
| Título        | Detalhes | Posições nos charts | Vendas        |
| Título        | Detalhes | KOR                 | Vendas        |
| ------------- | --- | ------------------- | ------------- |
| Sequence: 17& | - Lançado: 17 de novembro de 2022 - Gravadora: A2Z Entertainment - Formatos: CD, digital download, streaming | 31                  | - KOR: 13,985 |

### Singles
| Título                                                                                    | Ano  | Posições nos charts | Álbum          |
| Título                                                                                    | Ano  | KOR Down.           | Álbum          |
| ----------------------------------------------------------------------------------------- | ---- | ------------------- | -------------- |
| "Pop? Pop!" (첫사랑)                                                                      | 2022 | 87                  | Sequence: 7272 |
| "♡Ticon" (LoveTicon, 러브티콘)                                                            | 2022 | 63                  | Sequence: 17&  |
| "Shining Bright" (빛을 따라서)                                                            | 2023 | 56                  | Delight        |
| "—" denota lançamentos que não entraram nas paradas ou não foram lançados naquela região. |      |                     |                |

### Singles promocionais
| Título                                                                                    | Ano  | Posições nos charts | Álbum            |
| Título                                                                                    | Ano  | KOR Down.           | Álbum            |
| ----------------------------------------------------------------------------------------- | ---- | ------------------- | ---------------- |
| "HBD To You" (Midnight Ver.)                                                              | 2023 | —                   | Non-album single |
| "HBD To You" (Korean Ver.)                                                                | 2023 | —                   | Non-album single |
| "HBD To You" (Jersey Club Remix)                                                          | 2024 | —                   | Non-album single |
| "—" denota lançamentos que não entraram nas paradas ou não foram lançados naquela região. |      |                     |                  |

## Videografia

### Vídeos musicais
| Título                       | Ano  | Diretor(es)                      | Ref.   |
| ---------------------------- | ---- | -------------------------------- | ------ |
| "Pop? Pop!"                  | 2022 | Choi Young-ji (Pinklabel Visual) | [ 31 ] |
| "♡Ticon"                     | 2022 | Yoo Sung-kyun (Sunny Visual)     | [ 32 ] |
| "Shining Bright"             | 2023 | Yoo Seong-gyun @ SUNNYVISUAL     | [ 33 ] |
| "HBD To You" (Midnight Ver.) | 2023 | Cho Byung Hee                    | [ 34 ] |
| "HBD To You" (Korean Ver.)   | 2023 | Cho Byung Hee                    | [ 35 ] |

## Filmografia

### Programa de televisão
| Ano  | Título                | Papel       | Notas | Ref.   |
| ---- | --------------------- | ----------- | ----- | ------ |
| 2024 | Chuang Asia: Thailand | Concorrente |       | [ 36 ] |